# Cinisca
Cinisca (Κυνίσκα) fue una princesa espartana nacida alrededor del 440 a. C. Era hija de Arquidamo II y hermana de Agesilao II, reyes de Esparta. Se convirtió en la primera mujer de la historia en ganar los Juegos Olímpicos de la antigüedad. Mientras la mayoría de las mujeres del antiguo mundo griego se mantenían aisladas y tenían prohibido aprender cualquier tipo de deporte, a montar a caballo o a cazar, las mujeres espartanas eran en cambio educadas desde su infancia para sobresalir en estas cosas y para desdeñar las tareas del hogar.
A pesar de que los juegos antiguos eran casi únicamente para varones, se permitía la participación de las mujeres en los acontecimientos ecuestres, aunque no participando activamente sino mediante la posesión de caballos. Cinisca ganó en las carreras de carros de cuatro caballos (cuadrigas) en el 396 a. C. y nuevamente en el 392 a. C.
No obstante, según el historiador griego Plutarco, fue animada por su hermano Agesilao en un intento por desacreditar dicho deporte. Él veía el éxito de las carreras de carros como una victoria sin mérito, debido principalmente a la escasa implicación en la carrera del dueño de los caballos. Esperaba demostrar con el triunfo de su hermana que el deporte no era cosa de hombres, sin embargo, las victorias de Cinisca no detuvieron la implicación de los espartanos en el deporte.
En el santuario de Olimpia se encuentra una inscripción de Cinisca, en la cual declara que fue la única mujer que ganó la corona de flores en las carreras de carros de los Juegos Olímpicos.

Reyes de Esparta son mis padres y hermanos.

Cinisca, vencedora con un carro de veloces corceles,

erijo esta estatua. Y me declaro como la única mujer

de toda Grecia que ha ganado esta corona.